# Stupid things that mean the world
Stupid things that mean the world is een studioalbum van Tim Bowness. Hij leverde een album af met een mengeling van singer-songwriter-, progressieve rock-, artrockinvloeden. Dromerige zang is daarbij zijn kenmerk. Het album werd in diverse geluidsstudio’s omgenomen, waarbij sommige gastmusici waarschijnlijk Tim Bowness niet fysiek hebben ontmoet tijdens de opnameperiode. Thema van het album is dat wat ooit belangrijk leek, later in het leven onbelangrijk bleek; dat terwijl kleine gebeurtenissen van grote invloed bleken te zien.
Het album werd goed ontvangen binnen de niches, maar dat was onvoldoende om het in albumlijsten te krijgen.

## Musici
- Tim Bowness – zang, achtergrondzang
- Stephen Bennett – toetsinstrumenten (1, 2, 3, 4, 5, 6, 7, 8, 10, 11)
- Bruce Soord – gitaar, achtergrondzang, percussie (1, 4, 5, 6) (hij is afkomstig uit The Pineapple Thief)
- Michael Bearpark – gitaar (1, 2, 4, 6, 8, 9)
- Colin Edwin – basgitaar (1, 2, 4, 6, 7, 8, 9, 10, 11) (uit Porcupine Tree)
- Pat Mastelotto – drumstel (1) (uit King Crimson)
- Andrew Booker – drumstel (1, 2, 3, 4, 6, 7, 11) (uit No-man)
- Anna Phoebe – viool (2, 4)
- Phil Manzanera – gitaar, toetsinstrumenten, grote trom (3) (uit Roxy Music)
- Yaron Stavi – contrabas, bowed bass
- Rhys Marsh – gitaar, bassynthesizer, percussie  (5, 7)
- David Rhodes – achtergrondzang (5) ( uit band van Peter Gabriel)
- Peter Hammill – zang, slide-guitar (8)
- Andrew Keeling – strijkarrangement (8, 9, 11) voor Charlotte Dowding strijkensemble (8, 9, 11) en akoestische gitaar en fluit (11)

## Muziek
| Nr. | Titel                                                       | Duur |
| --- | ----------------------------------------------------------- | ---- |
| 1.  | The great electric teenage dream (Bowness, Stephen Bennett) | 3:58 |
| 2.  | Sing to me (Bowness, Steven Wilson)                         | 5:46 |
| 3.  | Where you’ve always been (Bowness, Phil Manzanera)          | 4:07 |
| 4.  | Stupid things that mean the world (Bowness)                 | 3:05 |
| 5.  | Know that you were loved (Bowness)                          | 6:44 |
| 6.  | Press reset (Bowness)                                       | 3:54 |
| 7.  | All these escapes (Bowness, Hulse)                          | 3:06 |
| 8.  | Everything you’re not (Bowness)                             | 3:40 |
| 9.  | Everything but you (Bowness)                                | 1:12 |
| 10. | Soft William (Bowness)                                      | 1:40 |
| 11. | At the end of the holiday (Bowness, Andrew Keeling)         | 4:58 |

Een luxe uitgave bevatte een tweede cd met daarop een mix door Nick Magnus van Stupid things that mean the world (3:09); 2 No-man: Best boy electric (sing to me) in een mix van en uitgevoerd samen met Steven Wilson (1:58); Know that you were loved in een elektrische versie van David Rhodes (6:29 met Rhodes op gitaar) en I still miss you (mix van UBX met Bearpark en Pete Morgan; 6:13).  